# Хидрофобия
Хидрофобия (на латински: hydrophobia; на гръцки: ὕδωρ – „вода“ и φόβος— „страх“) или още аквафобия, е абнормален и постоянен страх от вода. Хидрофобията е специфична фобия, която включва ниво на страх, което е далеч отвъд контрола на пациента или което може да попречи на ежедневния живот. Хората страдат от аквафобия по много начини и могат да я преживеят дори и ако осъзнават, че водата в океан, река или дори във ваната, не представлява непосредствена заплаха. Могат да избегнат такива дейности като каране на лодка и плуване или да избегнат плуване в дълбокия океан, въпреки че имат основни умения за плуване. Тази тревожност се разпростира и до това да се намокриш или да бъдеш изпръскан с вода, когато не очакваш, или да бъдеш бутнат или хвърлен във вода.

## Разпространение
Фобиите (в клиничния смисъл на думата) са най-общата форма на тревожностните разстройства. Изследване на Националния институт за душевно здраве (NIMH) открива, че между 8,7% и 18,1% от американците страдат от фобии. Разделяйки ги на години и пол, изследването открива, че фобиите са най-общите душевни болести сред жените във всяка възраст и втората най-обща сред мъжете, по-стари от 25 години.
Извън простите фобии хидрофобията е сред най-общите подвидове. В статия за тревожностните разстройства Линдал и Стефансон смятат, че хидрофобията може да засегне около 1,8% от основната Исландска популация, или грубо казано, 50 души.

## Причини
Медицинските професионалисти сочат, че хидрофобията може да се прояви в личността чрез специфични преживявания или поради биологични фактори. Някои хора могат да развият фобията като реакция на травматични преживявания с вода (например, ако са близо до удавяне или други подобни). Други може просто да са се провалили да придобият умения във вода чрез причинни събития като плуване или каране на лодка поради културни причини. Други индивиди могат да страдат от „инстинктивна реакция“ към водата, която излиза извън всякакви наблюдаеми фактори. Други страдащи може да преживеят дискомфорт около вода, без да попадат в една от трите предишни категории.
Причини за хидрофобия:
- травматични преживявания във вода;
- член на семейството може да е имал травматично преживяване във вода и това може да включи фобията;
- културни ограничения (като тези в пустинята);
- инстинктивен страх;
- други.

## Хидрофобията като признак на заболяване
Хидрофобията е признак, който се проявява при заболяване от бяс и тетанус. При беса това състояние се явява във възбудния стадий на болестта и продължава до смъртта. Поради парализата на глътката жертвата е със затруднено преглъщане, показва паника, когато ѝ се предоставя течност за пиене. Подобно е и при тетануса, макар и по-слабо изявено. Хидрофобията е много характерен признак и е патогномичен за поставяне на клинична диагноза бяс.